# Meganephria cinerea
Meganephria cinerea är en fjärilsart som beskrevs av Vladimir S. Kononenko 1978. Meganephria cinerea ingår i släktet Meganephria och familjen nattflyn. Inga underarter finns listade i Catalogue of Life.